# Римские императорские монеты
Римские императорские монеты — монеты конца существования Римской республики и начала империи, чей выпуск не был согласован с сенатом.

## Организация выпуска монет в Римской республике
В Римской республике сенат был ответственным за все финансовые дела государства. Конкретные задачи по выпуску денег решали цензоры и квесторы. Около 100 г. до н. э. на монетах появляются аббревиатуры «EX S. C.» и «S. C.» (лат. Senatus Consulto — по решению сената). В условиях громадного, по античным меркам, государства организация денежного обращения в провинциях требовала наличия нескольких центров эмиссии денег. Вся монетная система поздней Республики делилась на таковую для столицы и для провинций. При выпусках за пределами Италии провинциальные квесторы должны были следовать указаниям из Рима. Формирование полунезависимой системы чеканки денег в провинциях явилось одним из симптомов их выхода из-под контроля центральной власти, что стало одной из причин падения Республики.
На провинциальных выпусках ссылка на сенат встречается редко.

## Императорские монеты Римской Республики
Кроме провинциальных выпуски монет осуществляли военачальники. Данная практика отвечала потребностям государства. В их руки попадали драгоценности побеждённых врагов, армия нуждалась в деньгах, а снабжение из Рима в условиях ведения войны зачастую было затруднительным. «Император» в описываемое время являлся почётным военным титулом, присуждение которого свидетельствовало об экстраординарных поенных заслугах. Император Сулла на своих монетах не делал ссылки на сенат, что автор классических трудов по римской нумизматике Г. Мэттингли связывает с их непростыми взаимоотношениями.
Исчезновение «S. C.» на монетах таких военачальников как Квинт Метелл Сципион, Марк Порций Катон Младший и др. свидетельствует о том, что право сената на контроль выпуска монет военачальниками стало спорным и в конечном итоге было утрачено.
С началом Гражданской войны в 49 г. до н. э. и до создания Римской империи (27 г. до н. э.) выпуск монет осуществляли различные военные и политические деятели. Чеканка происходила без каких-либо согласований с сенатом. Их всех относят к «императорским», хотя, к примеру, Брут и не являлся императором.

## Императорские монеты Октавиана Августа после 27 г. до н. э.
Октавиан Август сконцентрировал в своих руках ряд обычных и чрезвычайных должностей, позволивших ему управлять Римским государством, избегая установления открытой монархии. Для характеристики нового строя используется термин «принципат». Одним из направлений деятельности Августа по усилению своей власти стало получение контроля над выпуском денег. До 13 г. до н. э. монетный двор в Риме находился под контролем сената. Сам император в 15—14 гг. до н. э. находился в Галлии. В 15 г. он открывает в столице императорской провинции Лугдунской Галлии монетный двор. Лугдун (современный Лион) был подходящим местом для эмиссии денег. Город располагался в богатой благородными металлами области, недалеко от границы с неподконтрольными Риму германскими племенами, которые Август собирался покорить. В императорской провинции он мог выпускать монеты без консультаций с сенатом. По возвращении в Рим Август закрывает там монетный двор.
Отчеканенные в Лугдуне золотые и серебряные монеты являлись с одной стороны императорскими, так как их выпуск не согласовывали с сенатом, с другой имперскими, так как они составляли основу денежного обращения империи. При преемнике Августа Тиберии заложенные основы выпуска монет оставались неизменными. Их чеканили на императорском монетном дворе Лугдуна. При Калигуле монетный двор вернули в Рим, однако роль сената в жизни государства к тому времени значительно уменьшилась. Контроль эмиссии денег находился в руках императора.